# Manuel Benson
Manuel Benson Hedilazio (ur. 28 marca 1997 w Lokeren) – angolsko-belgijski, grający na pozycji prawoskrzydłowego w angielskim klubie Burnley oraz w reprezentacji Angoli. Były młodzieżowy reprezentant Belgii.

## Kariera klubowa
Swoją karierę piłkarską Benson rozpoczął w 2010 roku w klubie Lierse SK. W 2014 roku został zawodnikiem pierwszego zespołu i 19 kwietnia 2014 zadebiutował w nim w Eestre klasse A w przegranym 0:2 domowym meczu z KV Oostende. W sezonie 2014/2015 spadł z Lierse do Eerste klasse B. W Lierse występował do końca sezonu 2016/2017.
1 lipca 2017 Benson został zawodnikiem KRC Genk, do którego przeszedł za kwotę 1,25 mln euro. W barwach Genku zadebiutował 29 lipca 2017 w zremisowanym 3:3 domowym meczu z Waasland-Beveren. Następnie w 2018 roku został wypożyczony z Genku do Royalu Excel Mouscron, w którym swój debiut zaliczył 25 sierpnia 2018 w przegranym 0:1 domowym meczu z KAS Eupen.
2 września 2019 Benson przeszedł za 3 miliony euro do Royalu Antwerp FC. W klubie z Antwerpii zadebiutował 20 października 2019 w przegranym 1:3 wyjazdowym meczu z KV Mechelen. W sezonie 2019/2020 zdobył z Royalem Puchar Belgii.
W styczniu 2021 Benson został wypożyczony do holenderskiego PEC Zwolle. Z nim swój debiut zaliczył 30 stycznia 2021 w zremisowanym 3:3 wyjazdowym spotkaniu z FC Utrecht. W Zwolle spędził pół roku i następnie wrócił do Royalu Antwerp.
W sierpniu 2022 Benson przeszedł do Burnley. Zadebiutował w nim 6 sierpnia 2022 w zremisowanym 1:1 domowym meczu z Luton Town. W sezonie 2022/2023 awansował z Burnley do Premier League.
| Sezon   | Klub                 | Kraj     | Rozgrywki        | Mecze | Gole |
| ------- | -------------------- | -------- | ---------------- | ----- | ---- |
| 2013/14 | Lierse SK            | Belgia   | Eerste klasse A  | 1     | 0    |
| 2014/15 | Lierse SK            | Belgia   | Eerste klasse A  | 9     | 0    |
| 2015/16 | Lierse SK            | Belgia   | Eerste klasse B  | 21    | 2    |
| 2016/17 | Lierse SK            | Belgia   | Eerste klasse B  | 37    | 7    |
| 2017/18 | KRC Genk             | Belgia   | Eerste klasse A  | 8     | 0    |
| 2018/19 | Royal Excel Mouscron | Belgia   | Eerste klasse A  | 26    | 4    |
| 2019/20 | KRC Genk             | Belgia   | Eerste klasse A  | 3     | 0    |
| 2019/20 | Royal Antwerp FC     | Belgia   | Eerste klasse A  | 11    | 0    |
| 2020/21 | Royal Antwerp FC     | Belgia   | Eerste klasse A  | 5     | 0    |
| 2020/21 | PEC Zwolle           | Holandia | Eredivisie       | 13    | 0    |
| 2021/22 | Royal Antwerp FC     | Belgia   | Eerste klasse A  | 34    | 5    |
| 2022/23 | Royal Antwerp FC     | Belgia   | Eerste klasse A  | 1     | 0    |
| 2022/23 | Burnley              | Anglia   | EFL Championship | 33    | 11   |

## Kariera reprezentacyjna
Benson grał w młodzieżowych reprezentacjach Belgii na szczeblach U-19 i U-21.